# Code de procédure civile de la province de Québec
Lire en ligne

version de 1897

Code de procédure civile du Bas-Canada (1867-1897) Code de procédure civile (1966-2015)
Le Code de procédure civile de la province de Québec est le code qui comprenait les règles de procédure civile applicables devant les tribunaux du Québec. Il a été adopté en 1897 et est entrée en vigueur quelques mois plus tard.
Il a subi de nombreuses modifications, jusqu'à qu'il soit remplacé par le nouveau Code de procédure civile en 1966.

## Histoire
Dès 1881, des travaux sont entrepris pour réécrire le Code de procédure civile du Bas-Canada. Il n'aboutissent pas, pas plus qu'une nouvelle tentative de réforme lancé en 1888. C'est en 1894 qu'est adopté une loi par le Parlement du Québec pour nommer trois commissaires responsables de la recodification du code de procédure civile. Le gouvernement nomme alors le procureur général Thomas Chase-Casgrain et deux juges (Larue et Davidson).
Les commissaires présentent quatre rapports : trois rapports préliminaires en 1893, 1894 et 1895, et le rapport final en août 1896.
Le Parlement du Québec va entériner le travail des commissaires en janvier 1897 et le nouveau Code entrera en vigueur le 1er septembre 1897.

## Contenu
Le Code de procédure est divisé en 11 parties :
1. Dispositions générales
2. Règles applicables à toutes les actions
3. Procédures devant la Cour supérieure
4. Mesures provisionnelles
5. Procédures spéciales
6. Procédures devant la Cour de circuit
7. Matières sommaires
8. Moyen de se pourvoir contre les jugements
9. Juridictions inférieures
10. Procédures non contentieuses
11. Arbitrage